# کاستانیتن دانکوویچ

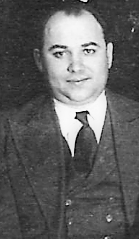
کاستانیتن دانکوویچ

کاستانیتن دانکوویچ (اوکراینی: Констянтин Фе́дорович Дaнкевич؛ ۱۱ دسامبر ۱۹۰۵ – ۲۶ فوریهٔ ۱۹۸۴) رهبر (موسیقی)، آهنگساز، مربی موسیقی، نوازنده پیانو، و سیاستمدار اهل امپراتوری روسیه بود.
وی همچنین برندهٔ جوایزی همچون جایزه هنرمند مردمی اتحاد جماهیر شوروی، جایزه ملی شوچنکو، نشان پرچم سرخ کار، و نشان لنین شده‌است.